# Acer fulvescens
Acer fulvescens é uma espécie de árvore do gênero Acer, pertencente à família Aceraceae.